# Ncome-menti csata
A Ncome-folyó menti csata, vagy elhíresült nevén A csata a Véres-folyónál egy 1838. december 16-án lezajlott csata volt a „nagy vándorlást” végző búrok és az őslakos zuluk között. Elhíresült nevét a csata után ott maradt zulu holttestek miatt kapta, akiknek vére vörösre színezte a folyót.

## Története

### Előzmények
1838-ban a búrok megkezdték nagy vándorlásukat amely során a brit gyarmatokról és a saját területeikről elköltözve elindultak élhető helyet keresni. Natal területére értek, ahol Dingaan zulu király uralkodott. A búrok vezetője Piet Retief tárgyalásokat kezdett a zulu királlyal országa egy részének megvételéről. A király beleegyezett országa egy részének eladásába, feltéve, hogy a búrok visszahozzák a szomszédos törzs által ellopott marháit, és adnak neki 11 puskát. Retief és csapata különösebb nehézségek nélkül visszahozta a király állatait, azonban a puskák átadását megtagadta. Dingaan király nagy haragra gerjedt és bosszút esküdött a telepesek ellen.
Retief 1838. február 3-án érkezett vissza Mgundgundlovuba, a Zulu Királyság fővárosába. A telepesek a városban töltötték az éjszakát és másnap egyeztették, hogy Dingaan király mely területeket engedi át a búroknak. Ezt követően a telepesek meghívást kaptak egy táncos búcsúestre, ám amikor megérkeztek a faluba, a zuluk arra kérték őket, hogy fegyvereiket tegyék le a falu bejáratánál. Amint a mit sem sejtő voortrekkerek elérték a „mulatság” helyszínét Dingaan jelt adott harcosainak akik erre leteperték és megkötözték a telepeseket. Február 5-én foglyokat felvonszolták a közeli kivégződombra. Valamennyiüket agyonverték, Retiefet végezték ki utoljára, így végig kellett néznie társai halálát. A zulu király alattomos csele hatalmas felháborodást váltott ki a vándorló búrok között, akik bosszút esküdtek Dingaan ellen.

### A csata

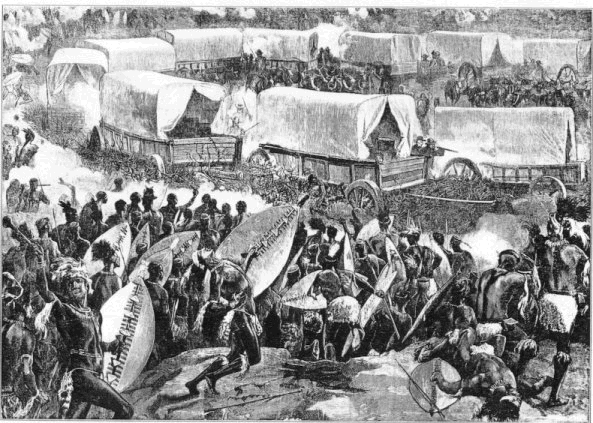
a zuluk támadása a búrok ellen

Retief csapatának kivégzését követően kilenc hónappal, decemberben indult útnak a zuluk felé 470 főnyi vortrekker Andries Pretorius vezetése alatt. Alig három nap lovaglást követően Pretorius előreküldött felderítői jelezték, hogy a zuluk hadserege a búrok oszlopa felé közeledik. A parancsnok rögtön alkalmas helyet keresett a támadók fogadására. Ezen hely a Ncome folyó egy olyan szakasza volt ahol egy vízmosás torkollott, más források szerint szakadék szegélyezett. A vándorlók természetesen nagy számmal rendelkeztek szekerekkel, ugyanis a nagy vándorlás során javarészt ezen költöztették családjukat és ingóságaikat. Ezen szekerekkel felvették a szokásos vortrekker védelmi alakzatot, tehát gyűrű alakban felállították és összekötözték őket. Pretorius csapata három kisebb ágyút is elhelyezett a szekerek között. A védelmi pozíció felvételét követően Pretorius egy kisebb egységgel a zuluk elé sietett. Amint megpillantották a több mint tízezer fős zulu hadsereget, nyomban visszasiettek a táborba.
Még ezen éjszaka során a zuluk körbevették a búr tábort, azonban a rossz látási viszonyok következtében (többször is eltévedtek, így) nem indítottak támadást. Másnap reggel, (december 16-án) a köd már kora hajnalban felszállt és a zuluk rögtön rohamra indultak. A létszámban még ötszáz főt sem elérő búr csapat egy hatalmas, 10-15 ezer fős zulu hadsereggel találta szembe magát. Ekkor a zuluk rögtön hatalmas hibát vétettek, ugyanis tömött sorokban indultak rohamra, így a védekező vortrekkereknek szinte célozniuk sem kellett. Még a szekértábor elérése előtt a telepesek újra és újra ismétlődő sortüzet zúdítottak a támadó zulukra és rövidesen szétzilálták az első hullámot.
A telepesek több zulu rohamot visszavertek, s lőszerkészletük fogyóban volt. A válságos pillanatban Pretorius csapata élén kirontott a szekértáborból, és visszavonulásra kényszerítette az alélt zulukat. Ekkor fejetlen zulu visszavonulás kezdődött. Az őslakosok a folyó medrében, vagy a közeli nádasban próbáltak elbújni ám a kitörő búrok kíméletlenül lemészárolták őket. Ekkor Ndela, a zuluk egyik vezetője rohamra indította hadserege elit egységét, a híres fekete pajzsosokat és fehér pajzsosokat. Az első rohamokban megvert zuluk azonban elsodorták a támadó elit alakulatot, így a csata eldőlt. A zuluk egy része a folyón keresztül próbált elmenekülni, ám Pretorius csapata nagy részüket levágta. A csata döntő búr győzelemmel és a zuluk rendezetlen visszavonulásával végződött.

### Következmények
A győztes csatát követően a telepesek hada tovább nyomult a zulu főváros felé, ám annak lakói a közeledésükre elmenekültek és felgyújtották a falut. Így a  telepesek végre megalapíthatták első jelentős államukat, a Natal Köztársaságot. 